# Albias
Albias is een gemeente in het Franse departement Tarn-et-Garonne (regio Occitanie) en telt 3.294 inwoners (2019). De plaats maakt deel uit van het arrondissement Montauban.

## Geografie
De oppervlakte van Albias bedraagt 21,6 km², de bevolkingsdichtheid is 153 inwoners per km².
De onderstaande kaart toont de ligging van Albias met de belangrijkste infrastructuur en aangrenzende gemeenten.

## Demografie
Onderstaande figuur toont het verloop van het inwonertal (bron: INSEE-tellingen).

## Verkeer en vervoer
In de gemeente ligt spoorwegstation Albias.

## Geboren
- Louis Allanche (1868-1943), taalkundige en schrijver